# Cataract River (Nepean River)
Der Cataract River ist ein Fluss im Osten des australischen Bundesstaates New South Wales.
Die Quelle liegt in der Local Government Area Wollondilly Shire rund 20 km nördlich von Wollongong. Er ist ein Nebenfluss des Nepean River, eines Quellflusses des Hawkesbury River.
Die Quelle des Cataract River liegt an den Westhängen des Küstengebirges, ca. 1 km nordwestlich von Mount Pleasant. Der Fluss wurde zum Lake Cataract angestaut, dessen südlicher Arm nur 5 km von der Küste des Pazifik entfernt liegt. Unterhalb der Staumauer fließt der Fluss in nordwestlicher Richtung und mündet bei Douglas Park in den Nepean River. Insgesamt erreicht der Cataract River eine Länge von 23 km.
Der Fluss ist eine wichtige Wasserquelle für den Großraum Sydney. Das Wasser wird in den vier Stauseen des Upper-Nepean-Systems gesammelt.